# Visemar di Navigazione
Visemar di Navigazione ist ein italienisches Unternehmen, im Bereich der Seeschifffahrt, mit Sitz in Bari. Visemar ist eine Joint Venture zwischen der Werft Cantiere Navale Visentini, in Porto Viro, und der venezianischen Spedition Tositti, welche seit 1952 in der Schifffahrtsbranche tätig ist.

## Geschichte
Visemar war vom 20. Mai 2010 bis 2011 auch als Reederei tätig. Mit der Visemar One wurde in einem einwöchentlichen Zyklus die Route Venedig-Tartus-Alexandria-Venedig betrieben. Die Visemar One lief jeden Donnerstag in Venedig aus und erreichte nach 68 Stunden Tartus, in Syrien, nach weiteren 20 Stunden erreichte sie Alexandria, in Ägypten, von wo aus es noch 60 Stunden zurück nach Venedig dauerte. Wegen der Unruhen in Syrien wurde zeitweilig auch nur Venedig-Alexandria betrieben. Die Route wurde für den Ausbau der Meeresautobahn eröffnet und diente hauptsächlich dem Transport von Obst und Gemüse, weshalb auf dem Schiff auch 100 Kühlanschlüsse zur Verfügung standen. Später wurde die Schwestergesellschaft Visemar Logistic gegründet, welche selbst den kompletten Land- und Seetransport vom Sammelpunkt bis zum Bestimmungsort organisierte. Landwirtschaftliche Produkte wurden mit eigenen Kühlanhängern von Ägypten über Venedig nach Norditalien und in den deutschsprachigen Raum transportiert. Neben 200 LKWs konnte die Ro-Pax-Fähre auch 325 Passagiere und 70 PKWs befördern. Es war anfangs noch ein zweites Schiff für die Route geplant, um zwei wöchentliche Abfahrten zu ermöglichen, dieser Plan wurde allerdings nie umgesetzt.
Seitdem die Fährverbindung aufgrund von politischen Unruhen im Nahen Osten eingestellt wurde, ist Visemar nicht mehr als Reederei tätig, allerdings ist sie Eigner mehrerer Ro-Pax und RoRo-Schiffe, welche verchartert werden.

## Flotte
Die aktuelle Flotte umfasst fünf Schiffe, die alle, in Form von Bareboat-Charter-Verträgen, Verchartert werden.
| Schiff             | Bild | Typ    | IMO-Nr. | Baujahr | Länge    | Breite | Aktueller Charterer                         |
| ------------------ | ---- | ------ | ------- | ------- | -------- | ------ | ------------------------------------------- |
| Varsovia           |      | Ro-Pax | 9990480 | 2024    | 210,77 m | 28,2 m | Polferries mit Kaufoption nach sechs Jahren |
| GNV Bridge         |      | Ro-Pax | 9893369 | 2021    | 203,28 m | 25,6 m | Grandi Navi Veloci                          |
| Ciudad de Valencia |      | Ro-Pax | 9869722 | 2020    | 203,28 m | 25,6 m | Naviera Armas                               |
| ML Freyja          |      | Ro-Ro  | 9799977 | 2017    | 191,4 m  | 26,2 m | Mann Lines                                  |
| GNV Sealand        |      | Ro-Pax | 9435454 | 2009    | 186,44 m | 25,6 m | Grandi Navi Veloci                          |